# Kop
En kop er et drikkekar ofte med hank og underkop. Kopper er beregnet til varme drikke. Man brænder ikke fingrene, når man bruger "håndtaget". Kopper laves traditionelt af porcelæn, men også af sølv, guld, plastik, keramik, glas osv.
En kop uden underkop kaldes ofte et krus.
En kop benyttes også som måleenhed i engelske eller gamle danske madopskrifter.